# Zwarte kroonkraanvogel
De zwarte kroonkraanvogel (Balearica pavonina) is een vogel uit de familie van de kraanvogels (Gruidae). De wetenschappelijke naam van de soort werd in 1758 als Ardea pavonina gepubliceerd door Carl Linnaeus. Het is een door habitatverlies kwetsbaar geworden vogelsoort in tropisch Afrika.

## Kenmerken
De vogel is gemiddeld 104 cm lang en weegt gemiddeld 3,6 kg. De vogel is overwegend zwart met opvallende witte dekveren op onder- en bovenvleugel. Op de kruin heeft de vogel rechtopstaande goudkleurige veren en op de wangen zijn rode en witte vlekken.

## Leefwijze
Zijn menu bestaat uit insecten, reptielen en kleine zoogdieren.Zoals alle kraanvogels heeft ook de zwarte kroonkraan een opvallende baltsdans, waarbij hij zijn vleugels wijd uitspreidt.

## Verspreiding en leefgebied
Deze soort komt voor in tropisch Afrika, voornamelijk in de Sahel. De leefgebieden liggen in open, vochtige afwisselende droge gebieden, maar altijd met zoetwatermoerassen in de buurt met ondiep water, rijkelijke begroeiing met waterplanten en met her en der een grote boom. Er worden twee ondersoorten onderscheiden:
- B. p. ceciliae (soedankroonkraanvogel): van zuidwestelijk Tsjaad tot westelijk Ethiopië tot noordwestelijk Kenia en noordelijk Oeganda
- B. p. pavonina: van Senegal en Gambia tot Tsjaad

## Status
De grootte van de populatie werd in 2016 door BirdLife International geschat op 28 tot 47 duizend volwassen individuen en de populatie-aantallen nemen af door habitatverlies. Het leefgebied wordt plaatselijk aangetast door droogte, maar ook door ontginningen, irrigatieprojecten en drooglegging waarbij natuurlijke leefgebieden worden omgezet in gebied voor intensief agrarisch gebruik en menselijke bewoning. Om deze redenen staat deze soort als kwetsbaar op de Rode Lijst van de IUCN.